# Gulistan Perwer
Gulistan Perwer är en kurdisk sångerska och artist från norra Kurdistan (nuvarande Turkiet) född 1962[källa behövs] i Urfaprovinsen. Hon har tidigare bott i Sverige.
Gulistan Perwer är gift med Şivan Perwer och de har en son tillsammans, Serxwebun.[källa behövs]

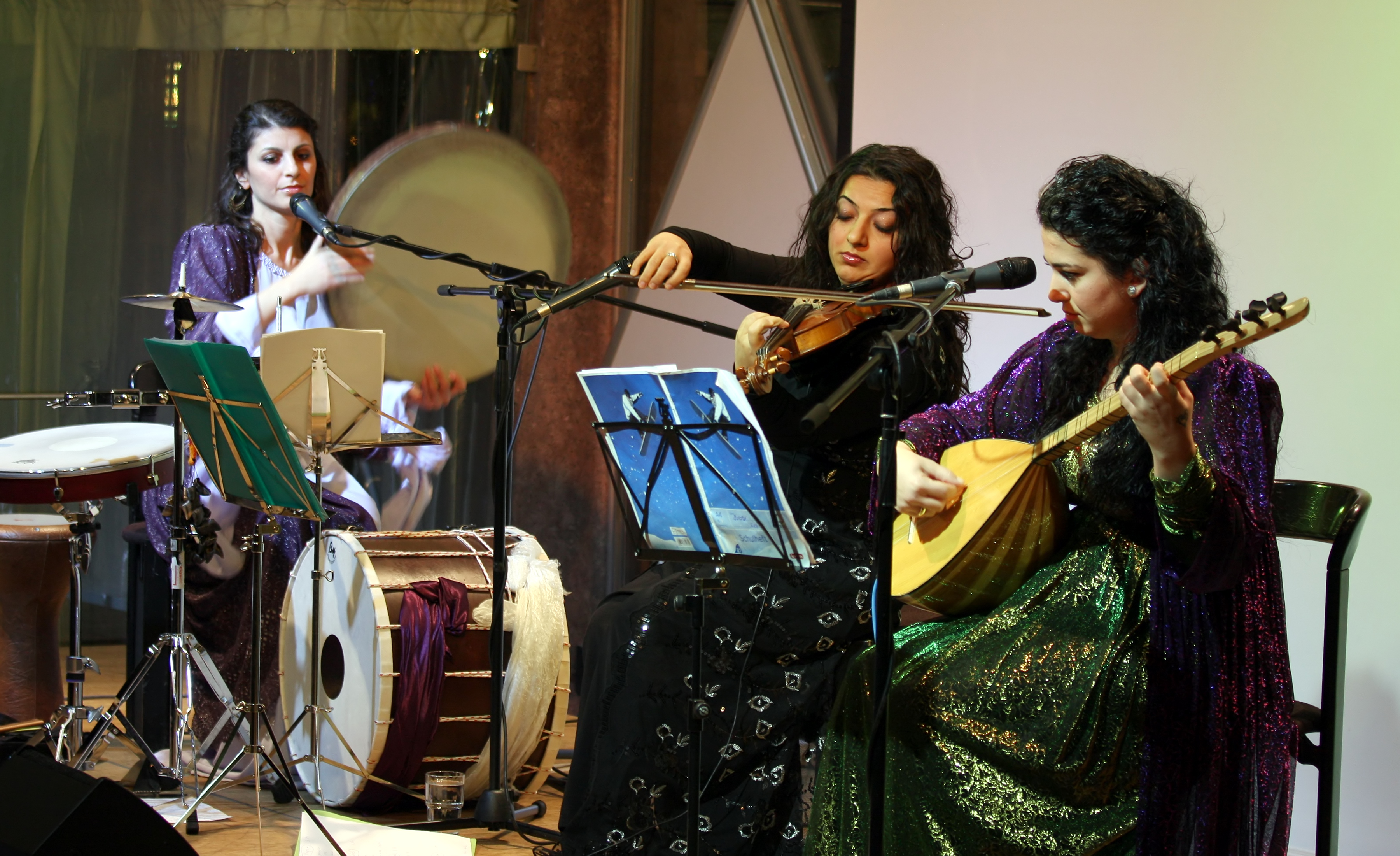
Gülistan Perwer-kvartetten vid en konsert i Domforum i Köln. Gülistan Perwer själv var inte på scen på grund av sjukdom. På bilden: Burcu Yankin (percussion, sång), Nure Dilovan (fiol, sång), Sevcan Ezgi (saz, sång).